# سرطانة الخلايا الكبدية الصفاحية الليفية
سرطانة الخلايا الكبدية الصفاحية الليفية (بالإنجليزية: Fibrolamellar hepatocellular carcinoma)‏‏(FHCC) هو شكل نادر من سرطان الخلايا الكبدية (HCC) الذي يصيب عادة الشباب ويتميّز تحت المجهر بطبقات ليفية مصفّحة تتخللها الخلايا السرطانية. يتم تشخيص ما يقرب من 200 حالة جديدة في جميع أنحاء العالم كل عام.

## السبب
أظهرت دراسة حديثة وجود النسخة الوراثية DNAJB1-PRKACA (الناتجة عن حذف جسدي بمقدار 400 كيلو بايت على الكروموسوم 19) في 100% من حالات سرطان الخلايا الكبدية الليفية التي تم فحصها (15/15) [ تم تأكيد اندماج هذا الجين في دراسة ثانية.

## علم الأمراض
يتميز التشريح المرضي لسرطانة الخلايا الكبدية الصفاحية الليفية (FHCC) بطبقات ليفية مغلفة تتخللها الخلايا السرطانية. من الناحية الخلوية تكون نسبة النواة للهيولى للخلايا السرطانية منخفضة مع وفرة السيتوبلازم اليوزيني. تكون الأورام غير مغلفة لكنها مقيدة جيدًا عند مقارنتها بسرطان الكبد التقليدي (الذي عادةً ما يكون له حدود جائرة)..[بحاجة لمصدر]

## التشخيص
غالبًا ما يتقدم هذا النوع من السرطان حتى يصبح كبيرًا عند تشخيصه بسبب قلة الأعراض، تشمل الأعراض ألمًا مبهمًا في البطن وغثيانًا وامتلاء في البطن وتوعكًا وفقدان الوزن. قد تشمل أيضًا كتلة كبدية واضحة. تشمل العروض التقديمية الأخرى اليرقان والاستسقاء وفشل الكبد الخاطف واعتلال الدماغ والتثدي (للذكور فقط) والتهاب الوريد الخثاري في الأطراف السفلية والتخثر الوريدي العميق المتكرر وفقر الدم ونقص السكر في الدم.[بحاجة لمصدر]
غالبًا ما تكون العلامات المعتادة لأمراض الكبد -ناقلة أمين الأسبارتات، ناقلة أمين الألانين، الفوسفاتاز القلوي- طبيعية أو مرتفعة قليلاً فقط. غالبًا لا ينتج FHCC البروتين الجنيني ألفا (AFP)، وهو علامة مستخدمة على نطاق واسع لسرطان الخلايا الكبدية التقليدي. وهو مرتبط بمستويات مرتفعة من النيوروتنسين. [بحاجة لمصدر]
يتم التشخيص عادةً عن طريق التصوير (الموجات فوق الصوتية أو التصوير المقطعي المحوسب أو التصوير بالرنين المغناطيسي) والخزعة[بحاجة لمصدر]

## العلاج
في سرطانة الخلايا الكبدية الصفاحية الليفية يزداد الجلوبيولين المرتبط بفيتامين B12 و النيوروتنسين في البلازما بشكل شائع وهما مفيدان في مراقبة المرض واكتشاف تكراره. [بحاجة لمصدر]
غالبًا ما يمكن إزالة FHCC جراحيًا. يُعتبر استئصال الكبد هو العلاج الأمثل وقد يلزم إجراؤه أكثر من مرة لأن معدل انتكاس هذا المرض مرتفع للغاية. بسبب هذا التكرار فإن التصوير الطبي للمتابعة الدورية (CT أو MRI) ضروري. [بحاجة لمصدر]
نظرًا لأن الورم نادر جدًا فلا يوجد نظام قياسي للعلاج الكيميائي. استُخدِم العلاج الإشعاعي ولكن البيانات المتعلقة باستخدامه محدودة. يعتمد معدل البقاء على قيد الحياة لـلمصابين به إلى حد كبير على ما إذا كان السرطان قد انتشر (وإلى أي درجة)، أي انتشر إلى العقد الليمفاوية أو الأعضاء الأخرى. يقلل الانتشار البعيد (النقائل) بشكل كبير من متوسط معدل البقاء على قيد الحياة. تتراوح معدلات البقاء على قيد الحياة لمدة خمس سنوات بين 40-90%. [بحاجة لمصدر]

## علم الأوبئة
تمثل سرطانة الخلايا الكبدية الصفاحية الليفية 1-10% من سرطانات الكبد الأولية. عادة ما يكون عمر المصابين صغيرًا -20-40 عامًا: متوسط العمر ~ 27 عامًا- عند مقارنته بسرطان الكبد التقليدي. وعلى عكس سرطان الكبد الأكثر شيوعًا لا يعاني المرضى في أغلب الأحيان من أمراض الكبد مثل تليف الكبد.

## التاريخ
تم وصف هذا المرض لأول مرة من قبل هيو إدموندسون في أنثى تبلغ من العمر 14 عامًا لا تعاني من أمراض الكبد الكامنة. صاغ كريج وآخرون اسم سرطان الخلايا الكبدية الليفية في عام 1980. لم يتم التعرف عليه كشكل متميز من أشكال السرطان من قبل منظمة الصحة العالمية حتى عام 2010.

## صور إضافية

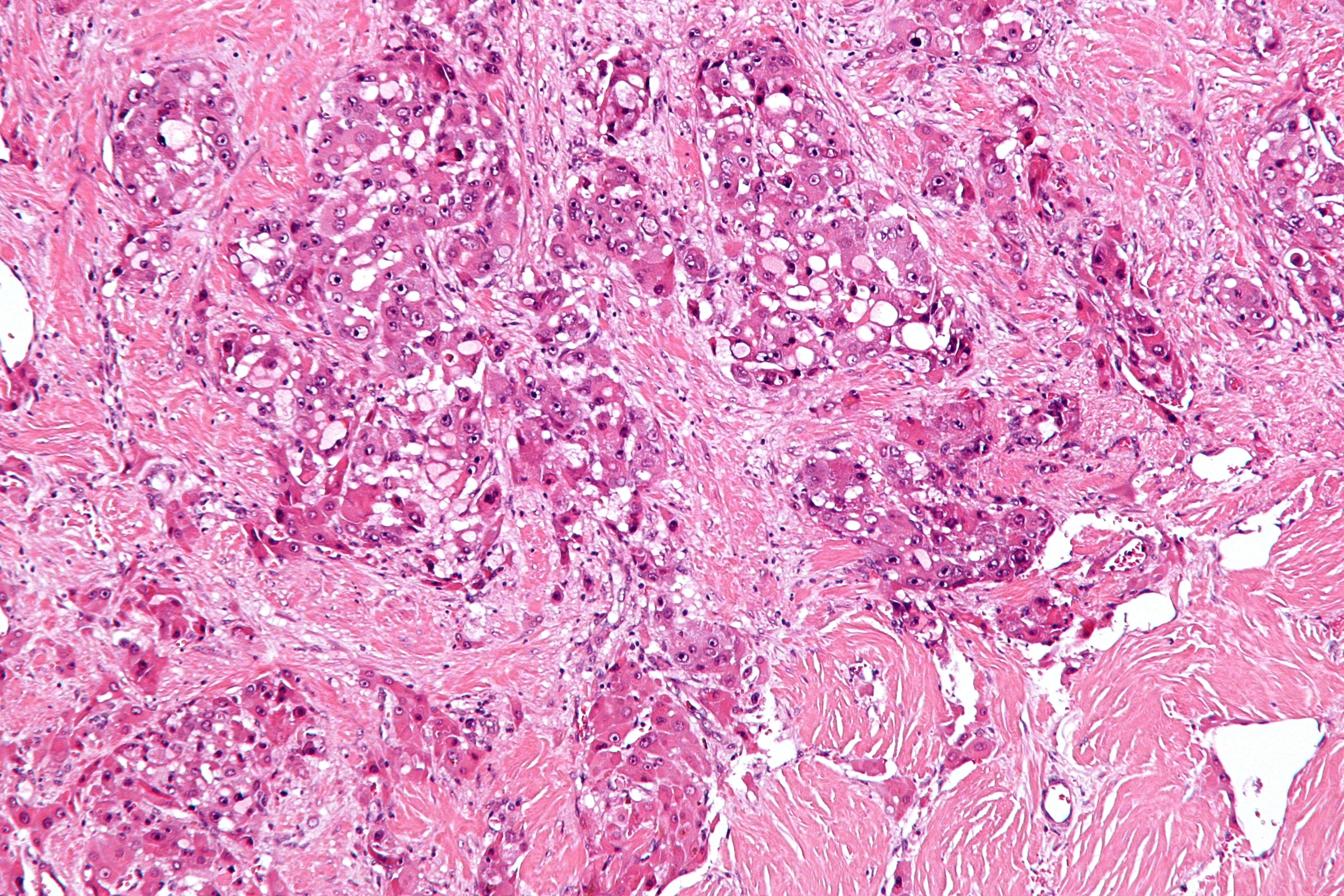
تكبير متوسط
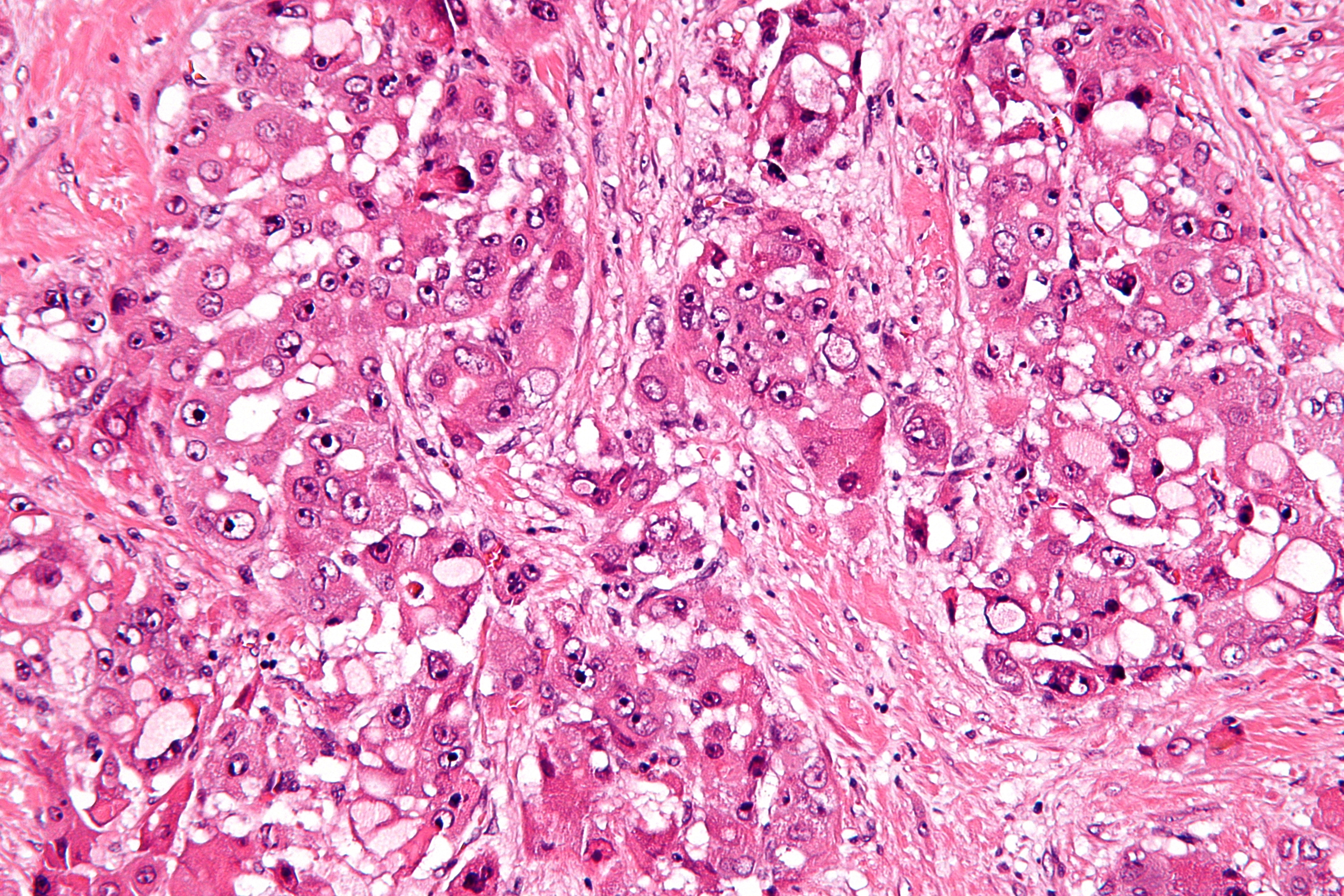
تكبير عالٍ